# Tatjana Popović
Tatjana Popović (Subotica, 31. maj 1987) je prvi sertifikovani health coach u Srbiji, nutricionista, autor šest knjiga, edukator, organizator programa i osnivač brenda Totally Wellness.
Sa 18 godina, otkriven joj je karcinom levog bubrega. Nakon operacije, deset zračenja i izuzetno teške hemioterapije, u potpunosti je promenila režim ishrane i stil života 2005. godine, počevši sa makrobiotikom, uz mentrorstvo svetski priznate makrobiotičke konsultantkinje Mine Dobić. Završila je Srednju medicinsku školu u Subotici sa svojom generacijom, a zatim i dizajn industrijskih proizvoda u Beogradu.

## Karijera
U ranim svojim dvadesetim godinama odselila se u Njujork, gde je završila studije health coaching-a na renomiranom i svetski priznatom Institutu za integrativnu ishranu. Nekoliko godina kasnije, 2014. godine na Menhetnu, osnovala je svoj brend i privatnu praksu pod nazivom Totally Wellness.
U Srbiju se vratila 2015. godine, gde nastavlja sa razvojem brenda, te počinje sa organizacijom „5 dana detoks programa”, koji je sprovelo preko više desetina hiljada ljudi i koji je godinama najpopularniji detoks program u regionu.
Tokom prvih 10 godina razvoja Totally Wellnessa, napisala je šest knjiga iz oblasti nutricionizma, organizovala je preko 100 programa sa isporukom obroka, radeći sa brojnim domaćim i inostranim klijentima u cilju unapređenja njihove ishrane i stila života.
U septembru 2023. godine bila je jedan od govornika na jesenjem biznis Vivaldi forumu. Iza sebe ima preko 30 završenih edukacija u oblasti nutricionizma, ličnog i poslovnog razvoja. Njena Totally Wellness zajednica broji preko 140.000 članova na društvenim mrežama.
Godine 2023. izabrana je za jednu od 100 uspešnih poslovnih žena Srbije od strane Pošta Srbije, a iste godine je primila i nagradu „Naj žene Srbije” magazina Blic žene.
Tatjana živi i radi u Srbiji, aktivno pomažući klijentima da unaprede ishranu i stil života.

## Objavljene knjige
- 21 dan program zdrave ishrane, 2017.
- Veganski sladoledi, 2018.
- Vodič za kupovinu hrane, 2020.
- Veganski kuvar, 2022.
- Sredi PMS, 2022.
- Detoks kod kuće, 2023.

## Spoljašnje veze
- Zvanična Internet prezentacija
- „TATJANA POPOVIĆ JE POBEDILA KARCINOM ISHRANOM: Ona predlaže da jedemo OVO kako bismo bili zdravi!”. Stil. Приступљено 8. 3. 2024.
- „OD NEIZLEČIVE BOLESTI DO ZDRAVOG I HARMONIČNOG ŽIVOTA: Tatjani Popović ISHRANA spasila život”. Srbija Danas. Приступљено 8. 3. 2024.
- „Jelena Đoković i Totally Wellness: Sve je moguće, ako smo mi spremni da poverujemo u to”. Original magazin. Приступљено 8. 3. 2024.
- „Vodič za kupovinu hrane”. ISUU - RYL magazin. Приступљено 8. 3. 2024.